# 河西高原鰍
河西高原鰍（學名：Triplophysa hexiensis）為輻鰭魚綱鯉形目條鰍科高原鰍屬的其中一種。分布於亞洲中國額濟納河及石羊河流域，棲息在溪流底層水域，生活習性不明。

## 扩展阅读
維基物種上的相關：河西高原鰍